# Paul Donoghue
Paul Patrick Donoghue (Te Puke, 18 gennaio 1949) è un vescovo cattolico e missionario neozelandese, dal 29 giugno 2024 vescovo emerito di Rarotonga.

## Biografia
Paul Patrick Donoghue è nato a Te Puke il 18 gennaio 1949.

### Formazione e ministero sacerdotale
Ha frequentato le scuole primarie e secondarie nel Collegio della Società di Maria "San Patrizio" a Silverstream. Dopo il diploma è entrato nel noviziato della Società di Maria con l'intenzione di diventare un fratello religioso ma poi si è sentito chiamato al sacerdozio. Ha studiato filosofia e teologia nel seminario maggiore "Mount Saint Mary" di Greenmeadows.
Il 7 gennaio 1969 ha emesso la professione solenne. Il 29 giugno 1975 è stato ordinato presbitero da John Mackey, vescovo di Auckland. In seguito è stato insegnante al Collegio "San Beda" di Christchurch dal 1975 al 1977; insegnante al Collegio "San Pietro Chanel" nelle Samoa dal 1977 al 1981; insegnante al Marist Training Center di Tutu, nell'isola di Taveuni, dal 1981 al 1985; direttore del Centro "Martino de Porres" a Loloima, Vanuatu, dal 1985 al 1990; parroco delle isole Malekula dal 1990 al 1995; superiore regionale per Vanuatu dal 1993 al 1996 e maestro dei novizi a Tutu dal 1996 al 1998. Dal 1998 al 2000 ha partecipato a un programma marista di rinnovamento in Irlanda. Tornato in missione è stato di nuovo maestro dei novizi a Tutu dal 2000 al 2006 e superiore provinciale dell'Oceania con residenza nelle Figi dal 2006 al 2011.

### Ministero episcopale
L'11 aprile 2011 papa Benedetto XVI lo ha nominato vescovo di Rarotonga. Ha ricevuto l'ordinazione episcopale il 16 luglio successivo nella cattedrale di San Giuseppe per imposizione delle mani del suo predecessore, il vescovo emerito di Rarotonga Stuart O'Connell, co-consacranti l'arcivescovo Charles Daniel Balvo, nunzio apostolico, e il vescovo di Hamilton in Nuova Zelanda Denis George Browne. Durante la stessa celebrazione ha preso possesso della diocesi.
Nel dicembre del 2011 e nel settembre del 2019 ha compiuto la visita ad limina.
Dal settembre del 2016 al novembre 2023 è stato presidente della Conferenza episcopale del Pacifico.
Il 29 giugno 2024 papa Francesco ha accolto la sua rinuncia, presentata per raggiunti limiti di età, al governo pastorale della diocesi di Rarotonga; gli è succeduto il vescovo coadiutore Reynaldo Bunyi Getalado.

## Genealogia episcopale e successione apostolica
La genealogia episcopale è:
- Cardinale Scipione Rebiba
- Cardinale Giulio Antonio Santori
- Cardinale Girolamo Bernerio, O.P.
- Arcivescovo Galeazzo Sanvitale
- Cardinale Ludovico Ludovisi
- Cardinale Luigi Caetani
- Cardinale Ulderico Carpegna
- Cardinale Paluzzo Paluzzi Altieri degli Albertoni
- Papa Benedetto XIII
- Papa Benedetto XIV
- Papa Clemente XIII
- Cardinale Marcantonio Colonna
- Cardinale Giacinto Sigismondo Gerdil, B.
- Cardinale Giulio Maria della Somaglia
- Cardinale Carlo Odescalchi, S.I.
- Cardinale Costantino Patrizi Naro
- Cardinale Serafino Vannutelli
- Cardinale Domenico Serafini, Cong. Subl. O.S.B.
- Cardinale Pietro Fumasoni Biondi
- Arcivescovo Filippo Bernardini
- Cardinale Norman Gilroy
- Cardinale Peter Thomas McKeefry
- Vescovo John Rodgers, S.M.
- Vescovo Denis George Browne
- Vescovo Robin Walsh Leamy, S.M.
- Vescovo Stuart O'Connell, S.M.
- Vescovo Paul Patrick Donoghue, S.M.

La successione apostolica è:
- Vescovo Reynaldo Bunyi Getalado, M.S.P. (2024)